# A865 road

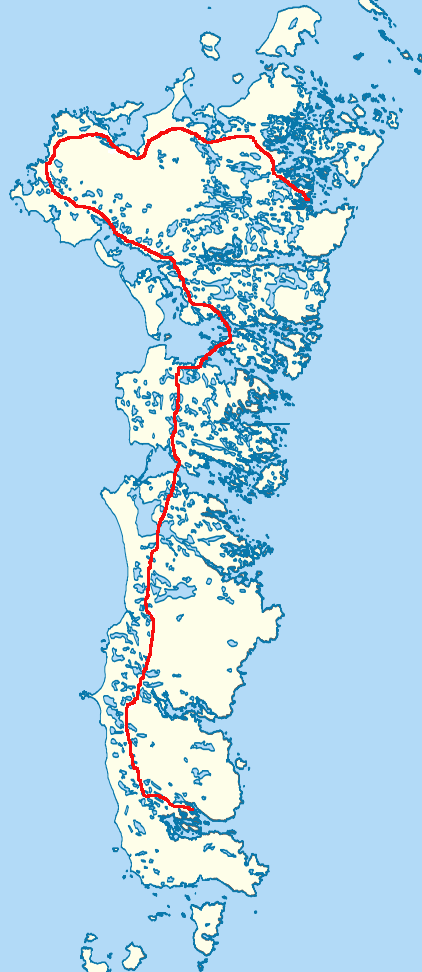
Verlauf der A865

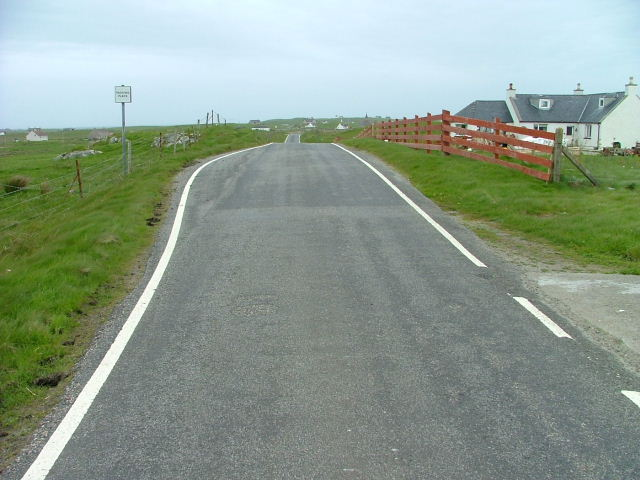
Die A865 mit einspuriger Führung und Ausweichstelle auf North Uist

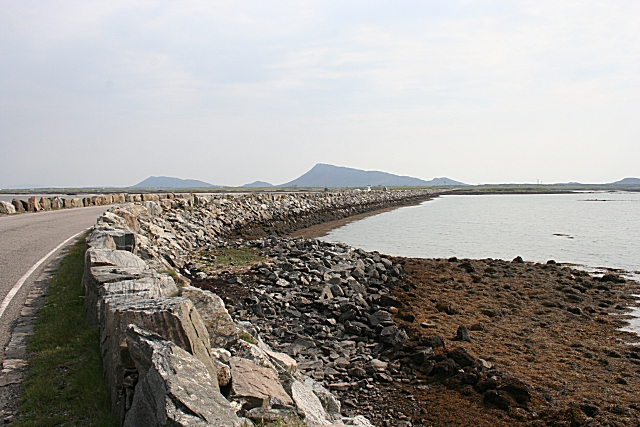
Die A865 auf dem North Ford Causeway von Benbecula nach North Uist

Die A865 ist eine Straße auf der schottischen Inselgruppe Äußere Hebriden, genauer der Inselgruppe Uist. Sie beginnt im Norden auf North Uist am Fähranleger von Lochmaddy und führt auf etwa 95 km Länge entlang der Küste North Uists über Grimsay und Benbecula bis nach Lochboisdale auf South Uist. Sie ist die einzige Verbindungsstraße zwischen den Inseln und die Hauptverkehrsstraße der einzelnen Inseln. Ferner ist sie Zubringer zum Berneray Causeway, der auf die nördlich von North Uist gelegene Insel Berneray führt, von wo aus auch eine Fährverbindung nach Harris besteht. Mit Lochmaddy und Lochboisdale liegen die Hauptorte von North und South Uist an der A865. Ferner führt sie vorbei an der Marienstatue Our Lady of the Isles, einer bedeutenden Skulptur aus den 1950er Jahren.
In Lochmaddy im Westen von North Uist beginnend führt die A865 gegen den Uhrzeigersinn entlang der Küstenlinie. Nahe Carinish knickt sie nach Osten ab und überquert den North Ford über den North Ford Causeway, wobei sie zunächst die Westküste der Insel Grimsay erreicht und dann in südwestlicher Richtung nach Benbecula führt. Auf Höhe des Benbecula Airport biegt sie nach Süden ab, durchquert Benbecula und führt über den South Ford Causeway nach South Uist. Weiter in südlicher Richtung verlaufend knickt sie nach etwa 27 km nach Osten ab und endet am Fähranleger von Lochmaddy. Die Straße ist nur teilweise zweispurig ausgebaut, ansonsten als Single track road. Bei dieser einspuriger Streckenführung sind in regelmäßigen Abständen Ausweichstellen vorhanden, um den entgegenkommenden Verkehr passieren zu können.
Während des Zweiten Weltkriegs wurde der Ausbau der Straße und der Bau der Dämme zwischen den Inseln vorangetrieben, da der zum Militärflugplatz ausgebaute Benbecula Airport an die Fähre in Lochmaddy angeschlossen werden sollte. Der etwa 600 m lange South Ford Causeway wurde 1982 eingeweiht und ersetzte die 1942 fertiggestellte South Ford Bridge. Der North Ford Causeway wurde 1960 fertiggestellt und in Gegenwart der britischen Königinmutter eröffnet. Im Jahre 1977 wurde die Fahrbahndecke erneuert.